# Sanche II (roi de Castille)
Pour les articles homonymes, voir Sanche II et Sanche de Castille.
Sanche II de Castille (Sancho en castillan, né v. 1036 à Zamora et mort en 1072 près de Zamora) est un roi de Castille du XIe siècle.

## Biographie
Le roi Ferdinand (Fernando en castillan) divisa son royaume, avant sa mort, entre ses cinq enfants : Sanche (Sancho en castillan), l'aîné des fils, reçut la Castille ; le second fils, Alphonse (Alfonso en castillan), reçut le royaume principal, le León, et Garcia, le troisième fils, reçut la Galice. Les filles, elles, reçurent pour l'aînée, Urraque, la ville de Zamora et pour la seconde, Elvire, la seigneurie sur la ville de Toro.
Sanche hérite également des « Asturies de Santillana », région située à 25 km à l'ouest-sud-ouest de Santander tandis qu'Alphonse VI, son cadet, reçoit les Asturies.

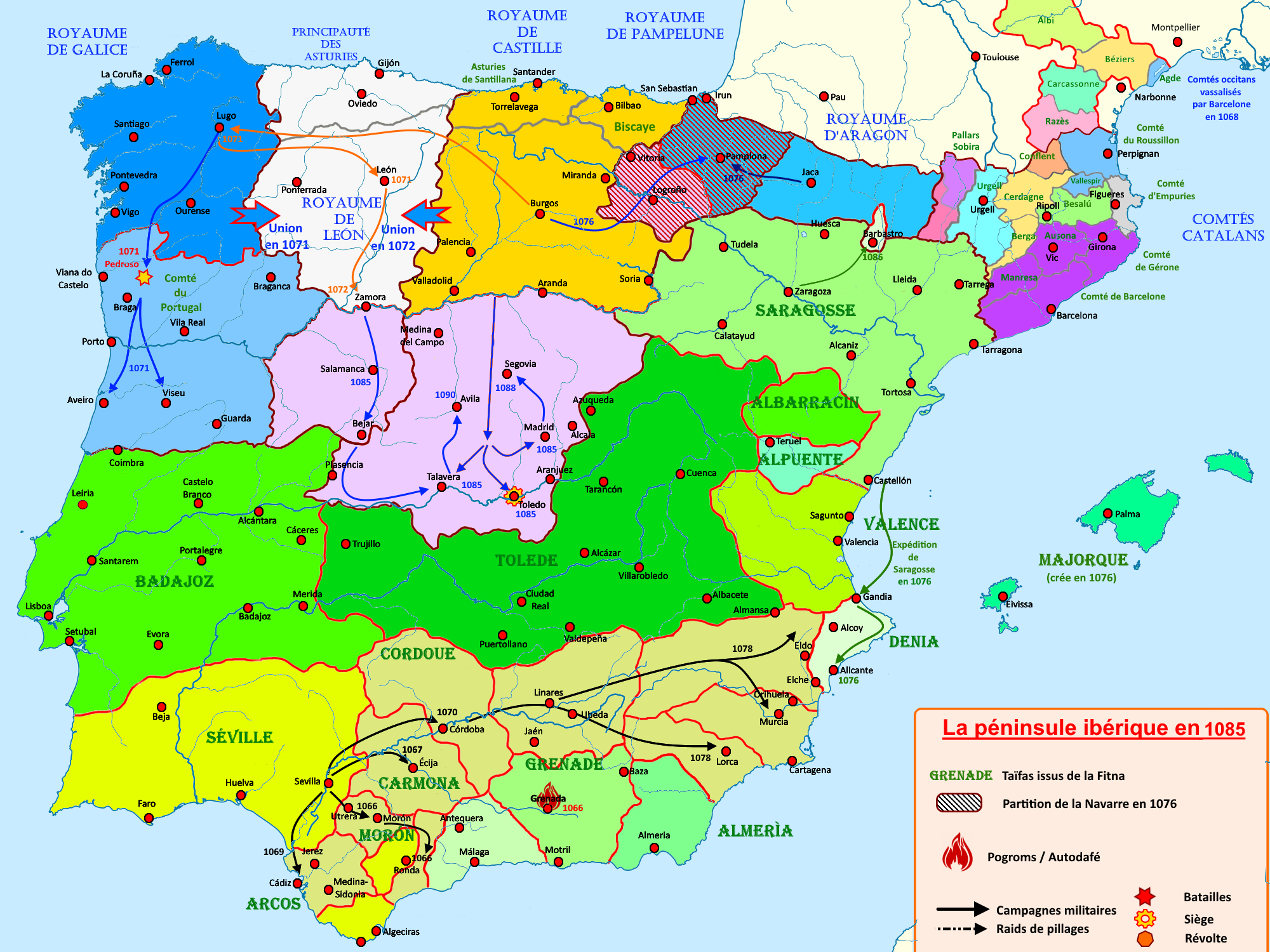
Le royaume de Castille de 1065 à 1072.

Une lutte fratricide oppose les enfants de Ferdinand. Sanche, soutenu par le bras armé du Cid, fait exiler Garcia à Séville. Il écrase ensuite l'armée d'Alphonse qui trouve refuge auprès du roi vassal musulman Yahya Al-Mamun de Tolède. Sanche entreprend alors de conquérir Zamora, ville de sa sœur aînée Urraque, et y trouve la mort en 1072, sans doute assassiné par un traître (« homme d'arme à l'instigation des habitants de la ville »). Alphonse revient et reprend la couronne de León, auquel il adjoint celle de Castille sous le nom d'Alphonse VI.